# Coleophora fimbriosella
Coleophora fimbriosella é uma espécie de mariposa do gênero Coleophora pertencente à família Coleophoridae.